# Franjo Mihalić
Franjo Mihalić (hbs: Фрањо Михалић, [fraːɲɔ ˈmixalitɕ]; Ludina, 9 marzo 1920 – Belgrado, 14 febbraio 2015) è stato un maratoneta e mezzofondista jugoslavo.
Partecipò ai Giochi olimpici di Melbourne 1956 conquistando la medaglia d'argento nella maratona, alle spalle del francese Alain Mimoun.

## Palmarès
| Anno | Manifestazione          | Sede                 | Evento        | Risultato | Prestazione | Note |
| ---- | ----------------------- | -------------------- | ------------- | --------- | ----------- | ---- |
| 1951 | Giochi del Mediterraneo | Alessandria d'Egitto | 10000 m piani | Argento   | 31'42"8     |      |
| 1956 | Giochi olimpici         | Melbourne            | Maratona      | Argento   | 2h26'32"0   |      |

## Altre competizioni internazionali
1951
- Bronzo alla Corrida Internacional de São Silvestre ( San Paolo)

1952
- Oro alla Corrida Internacional de São Silvestre ( San Paolo)

1953
- Argento alla Corrida Internacional de São Silvestre ( San Paolo)
- Oro all'Azencross ( Bruxelles) - 27'36"

1954
- Oro alla Corrida Internacional de São Silvestre ( San Paolo), 7,3 km - 23'00"

1955
- Oro all'Azencross ( Bruxelles) - 30'12"

1957
- Oro alla Maratona di Atene ( Atene)
- Oro alla Maratona di Mosca ( Mosca)
- Oro alla Cinque Mulini ( San Vittore Olona)
- Oro al Giro al Sas ( Trento)
- Oro all'Azencross ( Bruxelles) - 30'05"

1958
- Oro alla Maratona di Boston ( Boston) - 2h25'54"
- Oro alla Cinque Mulini ( San Vittore Olona)
- Oro al Cross Hannut ( Hannut) - 33'52"
- 4º all'Azencross ( Bruxelles) - 29'29"

1959
- Oro al Giro al Sas ( Trento)

1960
- Oro al Giro al Sas ( Trento)

1961
- Oro alla Cinque Mulini ( San Vittore Olona)

1962
- Argento alla Polytechnic Marathon ( Chiswick) - 2h23'21"

1963
- 8º alla Maratona di Helsinki ( Helsinki) - 2h32'44"